# バーキ・ダヴラク
バーキ・ダヴラク（Baki Davrak, 1971年 - ）は、ドイツの俳優。トルコ系ドイツ人。

## 経歴
1971年、バーデン＝ヴュルテンベルク州バート・ゼッキンゲンに生まれる。ハノーファーとベルリンで、舞台俳優として演技を学ぶ。映画の他、テレビ、舞台でも活躍。
1999年、クトルウ・アタマン監督作『ローラとビリー・ザ・キッド』でゲイのトルコ系ドイツ人の少年を演じ、映画デビュー。その他の作品には、トーマス・アースラン監督作『Dealer』等がある。2007年のファティ・アキン監督作『そして、私たちは愛に帰る』で主演に抜擢される。

## 主な出演作品
- ローラとビリー・ザ・キッド　Lola und Bilidikid   (1999)
- Dealer (1999)
- そして、私たちは愛に帰る　Auf der anderen Seite (2007)